# Algonquin (cocktail)
Pour les articles homonymes, voir Algonquin (homonymie).
L'Algonquin est un cocktail alcoolisé à base de whisky de seigle, de vermouth et de jus d'ananas qui fait partie des short drinks.

## Histoire

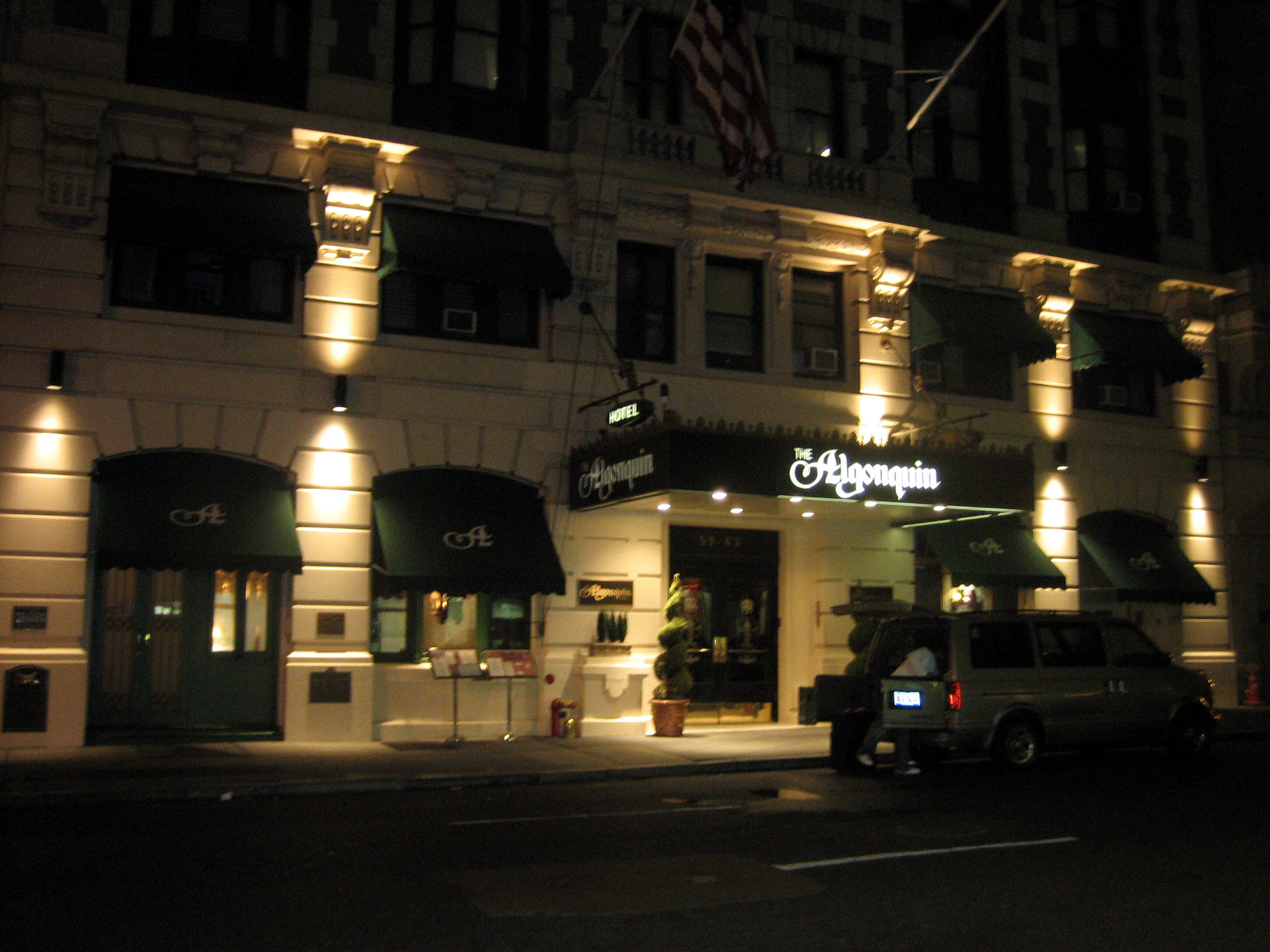
Hôtel Algonquin à New York.

L'histoire du cocktail est incomplète. Tout ce qui est sûr, c'est que son nom provient de l'hôtel Algonquin, connu non seulement comme le plus ancien hôtel en activité de New York, mais aussi pour les réunions populaires de l'Algonquin Round Table dans les années 1920,. Parmi les invités notables de la Table ronde de journalistes, de personnalités littéraires et d'acteurs figuraient Simone de Beauvoir, Anthony Hopkins et Jacqueline Kennedy-Onassis. Le nom de l'hôtel, quant à lui, est basé sur le nom d'une tribu d'indigènes d'Amérique du Nord.
On ne sait pas si la boisson a été préparée pour la première fois à l'hôtel - l'attitude puritaine de l'ancien propriétaire, Frank Case, qui a dirigé l'hôtel à partir de 1907, plaide contre cette hypothèse - ou si elle a été un jour une boisson caractéristique du bar de l'hôtel, tout comme la date de sa création.
Le Café Royal Cocktail Book de 1937 mentionne bien un Algonquin et un Algonquin Sour, mais sans recette. Elles figurent en annexe sur une liste de boissons dont les recettes n'ont pas été incluses dans le livre en raison du manque d'espace, mais qui pouvaient être demandées à la United Kingdom Bartenders Guild (UKBG), une association professionnelle de barmen. Les deux boissons figurent également sur une liste similaire dans le livre de recettes Approved Cocktails de l'UKBG, qui date également de 1937. Il est possible que les barmen qui étaient venus en Angleterre en raison de la prohibition de l'alcool aux États-Unis les aient apportées avec eux depuis les États-Unis.
Cependant, une recette complète du cocktail algonquin n'a pas été publiée avant le retour des recettes historiques au début des années 2000, et est apparue pour la première fois en 2004 dans l'ouvrage Vintage Cocktails and Spirits. From the Algonquin to the Zazerac.

## Préparation
Cette boisson est considérée comme le premier cocktail à combiner le whisky de seigle et le jus d'ananas. La préparation consiste à ajouter 4,5 cl de whisky de seigle, 2 cl de vermouth sec et 2 cl de jus d'ananas frais dans un shaker avec des glaçons et à mélanger. La boisson est ensuite filtrée deux fois dans une coupette et servie sans garniture,.